# Ana da Boêmia, Duquesa da Áustria
Ana da Boêmia (Cham, 27 de março de 1323 — 3 de setembro de 1338) foi uma princesa da Boêmia por nascimento e  duquesa consorte da Áustria, Estíria e Caríntia pelo seu casamento com Otão I da Áustria.

## Família
Ana era a terceira filha, sexta e penúltima criança nascida do rei João da Boêmia e de sua primeira esposa, Isabel da Boêmia. Ana era a gêmea de Isabel, que morreu em agosto de 1324. Seus avós paternos eram o imperador Henrique VII do Sacro Império Romano-Germânico e Margarida de Brabante. Seus avós maternos eram o rei Venceslau II da Boêmia e Judite de Habsburgo, sua primeira esposa.
Ela teve seis irmãos, que eram: Margarida, esposa do duque Henrique XIV da Baviera; Bona, duquesa da Normandia como esposa de João, o futuro rei João II de França; o imperador Carlos IV do Sacro Império Romano-Germânico; Otocar, e João Henrique, duque da Morávia.
Também era meia-irmã do duque Venceslau I de Luxemburgo, filho da segunda esposa de João, Beatriz de Bourbon.

## Biografia
Ana esteve noiva de Ladislau, filho do rei Carlos I da Hungria, porém ele morreu em 1329.
Em 16 de fevereiro de 1335, aos doze anos de idade, a princesa Ana casou-se com Otão I, duque da Áustria e Estíria, de trinta e três anos, em Znojmo, na atual República Checa. Ele era filho do rei Alberto I da Germânia e de Isabel de Gorizia-Tirol. Otão era viúvo de Isabel da Baviera, falecida em 1130, com quem teve dois filhos.
Ana foi duquesa da Áustria junto com sua cunhada, Joana de Pfirt, esposa de Alberto II da Áustria.
A duquesa faleceu com apenas quinze anos de idade, em 3 de setembro de 1338, sem ter deixado filhos. Ela foi enterrada em um Mosteiro Cisterciense, na Estíria.
Seu marido não se casou novamente, e morreu alguns meses depois dela, em fevereiro de 1339.